# Julio Domingo Bianchi Smout
Julio Domingo Bianchi Smout (Antigua Guatemala, Guatemala, 2 de febrero de 1879-Guatemala, 19 de abril de 1958) fue un médico y cirujano guatemalteco, quien tuvo destacada participación en el Partido Unionista que derrocó al gobierno del licenciado Manuel Estrada Cabrera tras 22 años de gobierno, el 14 de abril de 1920, y en los movimientos populares que terminaron con la renuncia del presidente general Jorge Ubico Castañeda en junio de 1944.

## Biografía
Nació en la ciudad de Antigua Guatemala, hijo de Emile Charles Bianchi Cattaneo y Waleska Virginia Smout Vassaux. Estudió medicina y sirvió como médico en las batallas que sostuvo el Ejército de Guatemala durante los gobiernos de José María Reyna Barrios y de Manuel Estrada Cabrera.

### 1920: Partido Unionista

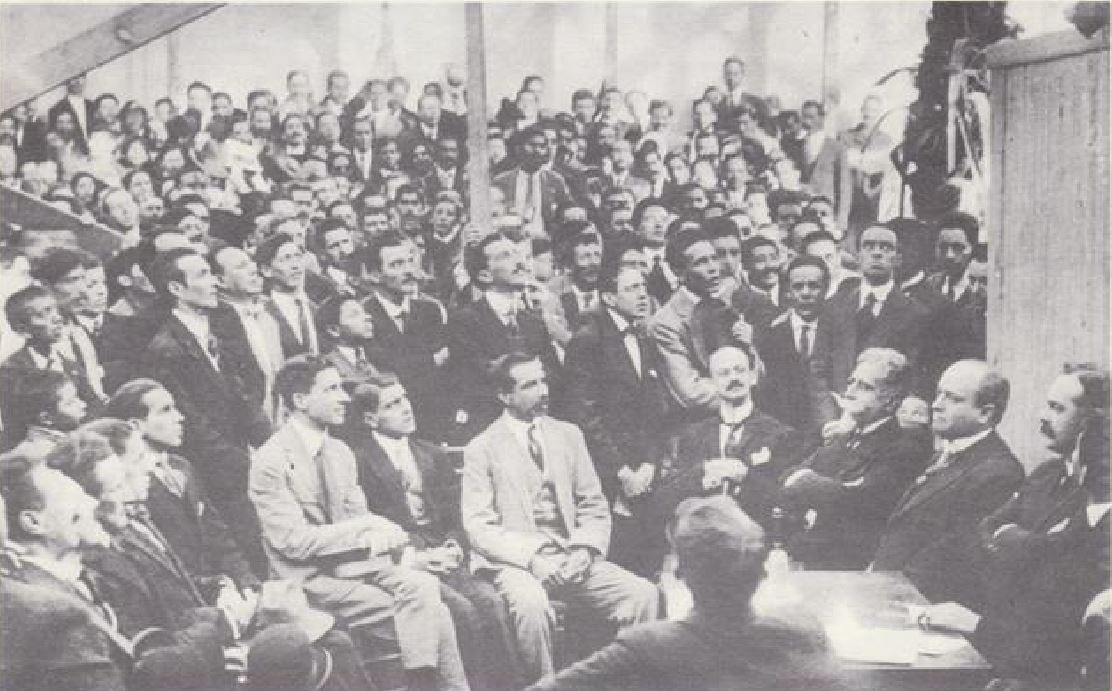
Fotografía tomada en la Casa del Pueblo en diciembre de 1919, al momento de firmar el Acta de los Tres Dobleces. Se observa a los líderes conservadores de Guatemala sentados al frente de la fotografía: primero de derecha a izquierda, Dr. Julio Bianchi y tercero de derecha a izquierda, ciudadano José Azmitia.

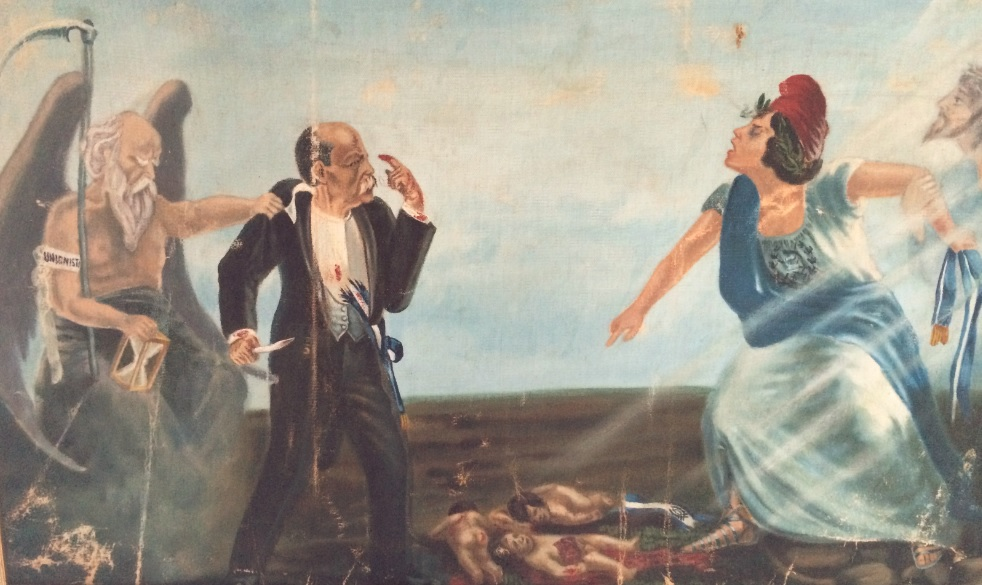
El tiempo de Cabrera ha llegado: el Partido Unionista se lo lleva después de que el presidente ha destrozado a los hijos de Guatemala, mientras que Cristo le recuerda a Guatemala que debe perdonar.
Museo Nacional de Historia de Guatemala

La oposición contra el gobierno de los 22 años de Manuel Estrada Cabrera se inició cuando el Obispo Piñol y Batres inició sus sermones contra el gobierno en la Iglesia de San Francisco en 1919, por instrucciones de su pariente Manuel Cobos Batres; por primera vez la Iglesia Católica pronunciaba un discurso opuesto a las políticas del presidente. Por otra parte, Cobos Batres consiguió entusiasmar a los líderes del Partido Conservador José Azmitia, Tácito Molina, Eduardo Camacho, Julio Bianchi Smout y Emilio Escamilla, para formar un Partido que se rebelara contra el férreo gobierno de Estrada Cabrera. El partido inicia su actividad política con el apoyo de muchos sectores entre los que destacaron los estudiantes de la Universidad Estrada Cabrera, y los obreros de la capital, quienes bajo el liderazgo de Silverio Ortiz fundaron el Comité Patriótico de Obreros.
El nuevo Partido se llamó Unionista a propuesta de Tácito Molina, para diferenciarlo tanto del partido Liberal como del Conservador y poder reunir en sus filas a todos aquellos "hombres de buena voluntad, amantes de la libertad y la democracia, y con el ideal de la unión centroamericana". La primera sede oficial del partido, inaugurada en 1920, fue una casa en propiedad de la familia Escamilla situada en la esquina sudeste de la 4.ª. Avenida y la 12 calle de la zona 1 y la cual fue pronto conocida como la "Casa del Pueblo". Tácito Molina fue también el encargado de redactar el acta de fundación del Partido, misma que fue suscrita por 51 ciudadanos, el 25 de diciembre de 1919, y fue conocida como el Acta de los Tres Dobleces porque las firmas se añadieron en una hoja de papel doblada tres veces. El documento se hizo circular en la capital de Guatemala hasta el 1.º de enero de 1920, habiendo sido depositada una copia de la misma debajo de la puerta de cada casa.

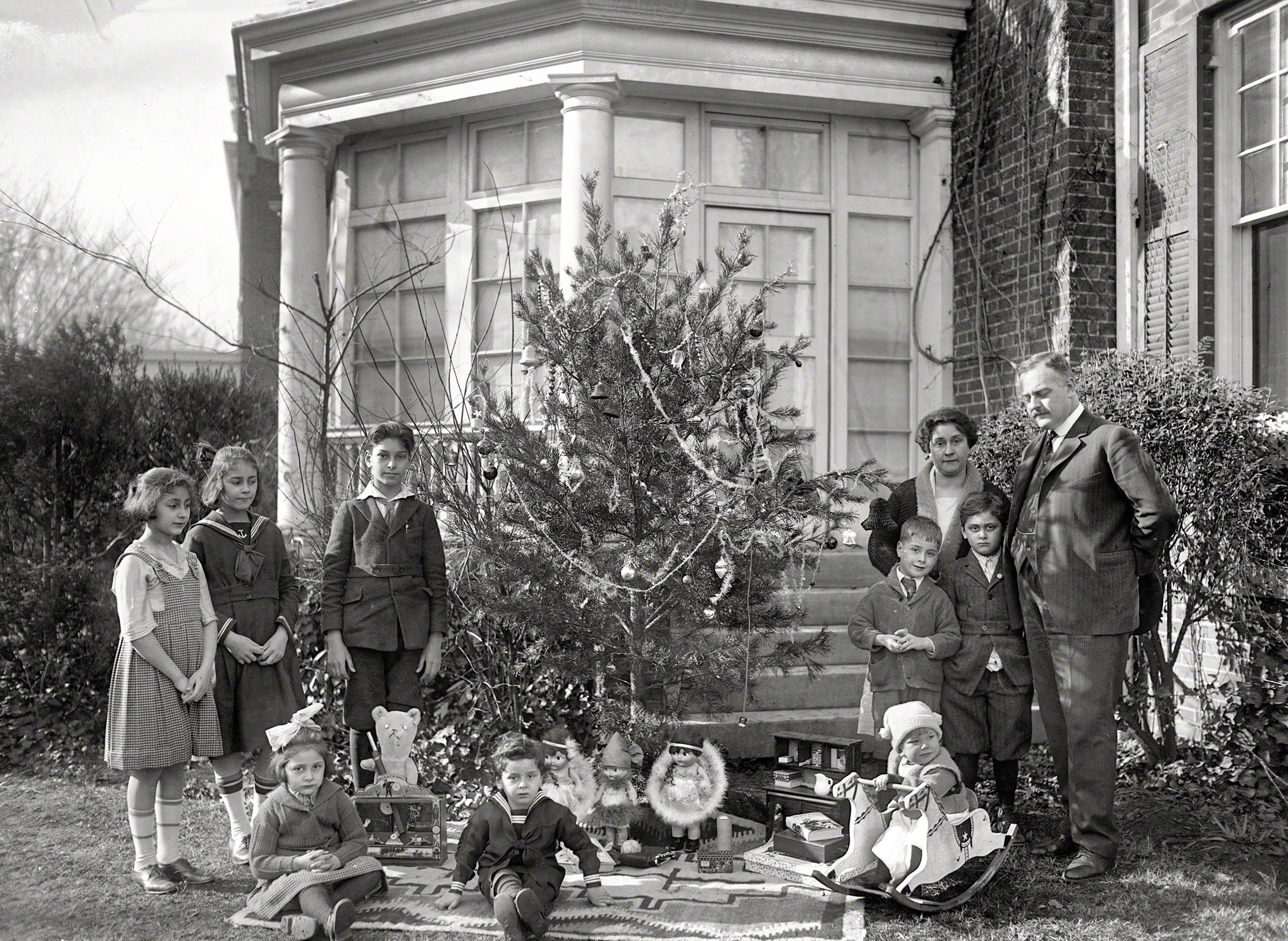
Familia del Dr. Bianchi en el patio de la Embajada de Guatemala en Estados Unidos en 1921.

Estrada Cabrera se vio obligado a aceptar la oficialización del Partido Unionista, ya que tenía la presión política interna y la internacional. El 1° de marzo de 1920 en la inauguración del período de sesiones del Parlamento, se reconoció al partido quedando así oficializada su existencia. A partir de entonces, Estrada Cabrera reiteró públicamente su voluntad de atender los deseos de la comunidad internacional para dar mayor apertura política, pero seguían arrestando a los simpatizantes unionistas. El 11 de marzo de 1920, los unionistas convocaron a una manifestación en la que participaron miles de ciudadanos, pero esta manifestación fue reprimida por el gobierno; el Ejército disparó contra los indefensos manifestantes, lo que unió a la población y a la comunidad internacional en contra de que Estrada Cabrera continuara en el poder. El Presidente se dio cuenta entonces de que el pueblo ya no era dócil y manejable y para entonces, se habían organizado más de 150 clubes o filiales del partido en todo el país. El 18 de marzo todo el personal de correos y aduanas se unieron al partido, acción que fue inmediatamente imitada por el personal de telégrafos. Finalmente llegó la lucha armada, ante la cual el presidente luchó enconadamente desde su residencia oficial de "La Palma" hasta que fue derrotado tras cruentos combates durante la llamada "Semana Trágica".
Tras el derrocamiento de Estrada Cabrera, Carlos Herrera y Luna fue nombrado presidente de Guatemala y Bianchi Smout fue nombrado Ministro extraordinario y plenipotenciario del gobierno ante el gobierno del presidente Woodrow Wilson en Washington D. C. en los Estados Unidos.  Tras el derrocamiento de Carlos Herrera en 1921, regresó a la vida privada.

### 1944: La carta de los 311
El 24 de junio de 1944 se escribió en su casa de habitación la carta de los 311, llamada así porque la firmaron 311 ciudadanos solicitando al presidente Jorge Ubico Castañeda la reinstauración de las garantías constitucionales en Guatemala tras las protestas estudiantiles que se habían iniciado cuando los maestros no devengaron un incremento salarial del 15% y los estudiantes universitarios solicitaron el cambio de sus decanos y autoridades por medio de marchas pacíficas; este documento fue un factor importante en los movimientos populares que concluyeron con la renuncia de Ubico Castañeda el 1.º de julio de 1944. He aquí la carta que redactó Bianchi Smout con sus colaboradores:
| Señor Presidente de la República: Los suscritos ciudadanos guatemaltecos, en ejercicio del derecho garantizado por el artículo 22 de la Constitución de la República, nos dirigimos a usted con las protestas de nuestro mayor respeto y exponemos: El día de hoy promulgó su gobierno el Decreto No 3114 que restringe las garantías constitucionales. La parte considerativa de esta disposición consiga que elementos disociadores de tendencias nazi-facistas perturban gravemente la paz de la República procurando obstaculizar al gobierno el mantenimiento del orden. Es por todos conocida la génesis de ese Decreto, y la propia Secretaría Presidencial, en un boletín dado a publicidad en la prensa, la funda en la acción de problemas de orden interno de la Universidad. La opinión pública espontáneamente se ha solidarizado con las aspiraciones de los estudiantes en esta hora trágica en que la flor de la juventud de los países libres ofrendan sus vidas en defensa de los altos ideales de la humanidad y de la democracia, a cuya causa está afiliada nuestra patria. Es por ello doloroso ver que el Primer Magistrado de la Nación, sin duda basado en informaciones inexactas, tendenciosas e interesadas, haya lanzado a la juventud el grave cargo de nazi-fascismo. La juventud, señor Presidente, jamás vibra al impulso de mezquinas tendencias y por el contrario, interpreta y encarna los ideales más limpios y las más nobles aspiraciones. La de Guatemala no es en este caso una excepción. Convencidos de la pureza de los ideales de la juventud universitaria guatemalteca, nos sentimos obligados, como ciudadanos conscientes a solidarizarnos plenamente con sus legitimas aspiraciones. Es así como movidos tan sólo por nuestro fervoroso patriotismo venimos a rogar la ilustrada atención de usted acerca de los apremios de la hora actual y del imperativo del deber, sentido por todos, de que el gobierno se encauce hacia metas prometedoras que aseguren el derecho y satisfagan las legítimas aspiraciones de la familia guatemalteca. El decreto de suspensión de garantías ha venido a crear una situación de intranquilidad y zozobra que agudiza la angustia de la hora en que vive la humanidad, en vez de asegurar la paz y el orden que pareció inspirarlo. La restricción de garantías crea una situación de hecho, en la cual el pueblo carece de medios legales para manifestar sus justos anhelos y es susceptible de provocar consecuencias funestas que, como guatemaltecos conscientes, seríamos los primeros en deplorar. Ante un régimen de derecho, la ciudadanía actúa dentro de la legalidad. Una situación de hecho engendra tarde o temprano, un reacción de violencia. Con toda hidalguía reconocemos que la actual administración presidida por usted, ha hecho, en lo material, obra constructiva. Empero, su labor, como todo lo humano, no ha llegado a satisfacer muchas aspiraciones populares por falte de medios de libre expresión. Alrededor de los gobernantes actúan y medran fuerzas burocráticas e intereses creados que se fortalecen con el transcurso de los años, y que llevan al mandatario visiones falseadas de la realidad ambiente. Por esta razón debe desconfiarse siempre de las “adhesiones” que, nacidas del temor o del interés, llegan hasta el gobernante a través del mecanismo oficial, las cuales jamás presentan el auténtico “sentimiento popular”. Seguramente corresponderá a usted, aquilatar muy pronto el valor de tales “adhesiones” a diferencia de la genuina sinceridad que nos anima. Guatemala no puede substraerse a los imperativos democráticos de la época. Es imposible frustrar con medidas coercitivas los incontenibles impulsos de la generosa ideología que está reafirmándose en la conciencia universal a través de la más sangrienta de las luchas libradas entre la opresión y la libertad. Estamos seguros, Señor Presidente, que su espíritu comprensivo acogerá la presente gestión con el mismo inte´res patriótico que nos mueve a dirigírsela, confiados en el, pedimos lo siguiente: 1o. El restablecimiento de las garantías suspendidas, para que el pueblo pueda gozar, sin demora, de la plenitud de sus derechos constitucionales; y 2o. Dictar las disposiciones pertinentes a fin de que tales garantías tengan plena efectividad. Guatemala, 22 de junio de 1944. |

### 1945: Ministro de Salud Púbica

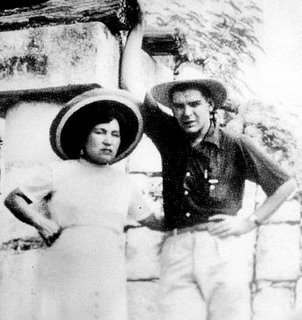
Hilda Gadea y Ernesto Che Guevara de luna de miel en Yucatán en 1955. Acababan de asilarse en México luego de la caída del régimen arbencista en Guatemala en 1954.

Durante el gobierno de Juan José Arévalo fue Ministro de Salud Pública y Asistencia Social; en 2012 se descubrió que durante su gestión como ministro se practicaron entre 1946 y 1948 Experimentos sobre sífilis en Guatemala por miembros de universidades norteamericanas.
En 1954, cuando Guatemala estaba en crisis por la intensa campaña de desprestigio del Departamento de Estado Norteamericano que la acusaba al gobierno del coronel Jacobo Arbenz Guzmán de comunista, el médico argentino Ernesto Ché Guevara, quien en 1959 sería líder de la Revolución Cubana, llegó al país. Luis Manuel Peñalver Gómez consiguió para Guevara una entrevista Bianchi Smout para ver si podía ejercer la medicina en Guatemala; Bianchi le dijo a Guevara que debía revalidar el título y que le costaría un año de estudios.

## Publicaciones
- Prólogo de la novela histórica ¡Ecce Pericles! del escritor guatemalteco Rafael Arévalo Martínez, la cual se publicó en 1945 y versa sobre la vida del presidente guatemalteco, el licenciado Manuel Estrada Cabrera (1847-1924). Aunque la obra de Arévalo Martínez presenta una versión parcial de la participación del «Partido Unionista» en los acontecimientos que produjeron el derrocamiento del presidente en abril de 1920, el prólogo de Bianchi es históricamente objetivo.[7]